# 15149 Loufaix
15149 Loufaix è un asteroide della fascia principale. Scoperto nel 2000, presenta un'orbita caratterizzata da un semiasse maggiore pari a 2,6743683 UA e da un'eccentricità di 0,1175413, inclinata di 13,88182° rispetto all'eclittica.